# Jeremy Lamb
Jeremy Emmanuel Lamb (ur. 30 maja 1992 w Norcross) – amerykański zawodowy koszykarz, występujący na pozycji rzucającego obrońcy. 
Karierę koszykarską rozpoczął podczas studiów na uniwersytecie Connecticut. Po dwóch latach studiów zgłosił się do draftu NBA 2012, w którym to został wybrany z numerem 12 przez Houston Rockets.
27 października 2012 został wymieniony do Oklahoma City Thunder. W czerwcu 2015 trafił w wyniku wymiany do zespołu Charlotte Hornets.
7 lipca 2019 został zawodnikiem Indiany Pacers. 8 lutego 2022 został wytransferowany do Sacramento Kings.
7 sierpnia 2024 ogłosił zakończenie kariery zawodniczej.

## Osiągnięcia
Stan na 26 października 2023, na podstawie, o ile nie zaznaczono inaczej.
NCAA
- Mistrz NCAA (2011)
- Uczestnik turnieju NCAA (2011, 2012)
- Mistrz turnieju konferencji Big East (2011)
- Zaliczony do:
  - I składu:
    - Big East (2012)
    - turnieju:
      - Big East (2011)
      - NCAA Final Four (2011)[8]

    - najlepszych pierwszorocznych zawodników Big East (2011)

NBA
- Zaliczony do I składu letniej ligi NBA (2012, 2013)

Inne
- Zaliczony do I składu turnieju D-League Showcase (2013)
- Uczestnik meczu gwiazd D-League (2013)

Reprezentacja
- Mistrz świata U–19 (2011 – 5. miejsce)
- Zaliczony do I składu mistrzostw świata U–19 (2011)